# C'était le bon temps
C'était le bon temps est un film belge réalisé par Gaston Schoukens et sorti en 1936.

## Fiche technique
- Titre : C'était le bon temps
- Autre titre : Garde-civique et vieilles dentelles
- Réalisateur : Gaston Schoukens
- Scénariste : Noël Barcy
- Photographie : Paul Flon
- Format : Noir et blanc- 1,37:1 - 35 mm - Son mono
- Pays :  Belgique
- Langue : français
- Genre : Comédie
- Durée : 89 minutes
- Année de sortie : 1936

## Distribution
- Suzanne Christy : Mariette
- F. Demorange
- Adolphe Denis
- Gustave Libeau : Jean-Baptiste Appelmans
- Jean Schouten